# SLIRP
SLIRP (англ. SRA stem-loop interacting RNA binding protein) – білок, який кодується однойменним геном, розташованим у людей на 14-й хромосомі. Довжина поліпептидного ланцюга білка становить 109 амінокислот, а молекулярна маса — 12 349.
| 10         |  | 20         |  | 30         |  | 40         |  | 50         |
| ---------- |  | ---------- |  | ---------- |  | ---------- |  | ---------- |
| MAASAARGAA |  | ALRRSINQPV |  | AFVRRIPWTA |  | ASSQLKEHFA |  | QFGHVRRCIL |
| PFDKETGFHR |  | GLGWVQFSSE |  | EGLRNALQQE |  | NHIIDGVKVQ |  | VHTRRPKLPQ |
| TSDDEKKDF  |  |            |  |            |  |            |  |            |

A: Аланін

C: Цистеїн

D: Аспарагінова кислота

E: Глутамінова кислота

F: Фенілаланін

G: Гліцин

H: Гістидин

I: Ізолейцин

K: Лізин

L: Лейцин

M: Метіонін

N: Аспарагін

P: Пролін

Q: Глутамін

R: Аргінін

S: Серин

T: Треонін

V: Валін

Кодований геном білок за функціями належить до репресорів, фосфопротеїнів. 
Задіяний у таких біологічних процесах, як транскрипція, регуляція транскрипції, альтернативний сплайсинг. 
Білок має сайт для зв'язування з РНК. 
Локалізований у ядрі, мітохондрії.